# The Prosecutor the Defender the Father and His Son
The Prosecutor the Defender the Father and His Son (in bulgaro Прокурорът, защитникът, бащата и неговият син?) è un film del 2015 diretto da Iglika Trifonova.
Film giudiziario basato su un fatto realmente accaduto del periodo della guerra in Bosnia ed Erzegovina.

## Trama
In un'aula del Tribunale penale internazionale per l'ex-Jugoslavia si celebra il processo contro il criminale serbo Milorad Krstić su una testimonianza di un giovane ex paramilitare bosniaco; l'avvocato del criminale Krstić fa una ricerca sui genitori del testimone giovane. Trovano la famiglia e portano il padre in tribunale. Il testimone, inizialmente, con riluttanza non riconosce il padre. Il padre nella stessa aula gli rivolge lo sguardo, si alza dalla sedia e l'abbraccia; in quel momento il testimone ritratta e riconosce il padre. La procuratrice decide di espellere il testimone. Il padre del testimone viene abbandonato dall'avvocato.